# Dark Globe
Dark Globe (anche nota col titolo Wouldn't You Miss Me) è una canzone di Syd Barrett, inserita nell'album The Madcap Laughs del 1970.

## Il brano
La canzone è stata registrata nel giugno 1969 con David Gilmour e Roger Waters nelle vesti di produttori ed è stata scritta interamente da Barrett. 
Essa è presente anche negli album Opel (raccolta del 1988) e An Introduction to Syd Barrett (raccolta del 2010).

## Cover
I R.E.M. hanno realizzato una cover del brano prima dal vivo e poi incisa sul singolo Orange Crush (1989).